# دومينيك موكا
دومينيك موكا (Dominique Mocka) (مواليد 13 أغسطس 1978) مدرب كرة قدم فرنسي ولاعب سابق. يشغل حالياً منصب المدير الفني لمنتخب غوادالوب تحت 20 سنة لكرة القدم.

## وصلات خارجية
- دومينيك موكا على موقع قاعدة بيانات كرة القدم.إي يو (الإنجليزية)
- دومينيك موكا على موقع ناشيونال فوتبول تيمز (الإنجليزية)
- دومينيك موكا على موقع Soccerway.com (الإنجليزية)